# Thérèse Elfforss
Antoinette Thérèse Elfforss, född Öberg 30 november 1823 i Stockholms finska församling, Stockholms stad, död 16 april 1905 i Stockholms finska församling, Stockholms stad, var en svensk skådespelerska och teaterledare, gift med Lars Erik Elfforss. Hon har kallats Sveriges mest framgångsrika teaterdirektör under 1870- och 1880-talet.

## Biografi
Thérèse Elfforss var dotter till Anders Öberg, som arbetade som bensvärtarfabrikant, och Maria Elisabeth Kannström. År 1837 antogs hon som elev vid Kungliga Teaterns balettskola och 1839 blev hon elev vid Dramaten.
Säsongen 1842–1846 anställdes Thérèse Elfforss vid Nya teatern där hon gjorde succé i vaudevillen Mormors dagbok, där hon kallades "ett behagligt lockbete till goda hus". 1846 turnerade hon med Elforss kringresande teatersällskap; hon gifte sig med Lars Elfforss och övertog vid hans död 1869 ledningen som sällskapets direktör och kallades "landsortens fru Hwasser".
Thérèse Elfforss uppförde både svensk och norsk dramatik, Ibsen och turnerade ofta i Finland under 1870-talet; hon spelade spirituellt, livligt och genomarbetat. Bland hennes roller märks madame Pompadour i Istarcisse Eameau, Margareta Leijonhufvud i Kung Märta, hertiginnan de Tempe i Benvenuto Cellini, Adrienne Lecouvreur, baronessan de Saint-André i Sqvallerherrskapet i Pont-Arcy och Mutter på Tuppen i Fredman och Ulla Winblad.
År 1888 slutade Thérèse Elfforss som direktör och övergick med flera av sina skådespelare till August Lindbergs trupp, från 1890 på Stora Teatern i Göteborg, innan hon pensionerades 1893.

## Teater

### Roller (ej komplett)
| År   | Roll      | Produktion                                                                        | Regi | Teater      |
| ---- | --------- | --------------------------------------------------------------------------------- | ---- | ----------- |
| 1842 |           | Änkans man Alexandre Dumas d.ä.                                                   |      | Nya Teatern |
| 1842 | Farmodern | Theobald eller Flyktingen från Ryssland Eugène Scribe och Antoine-François Varner |      | Nya Teatern |